# John Edoff

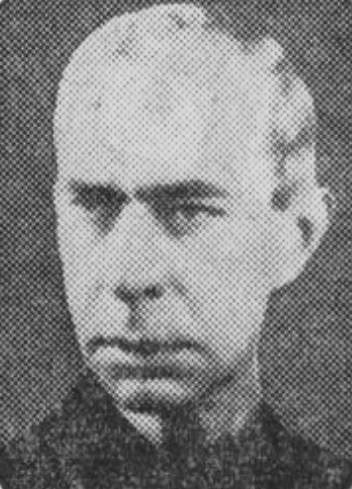
John Edoff.

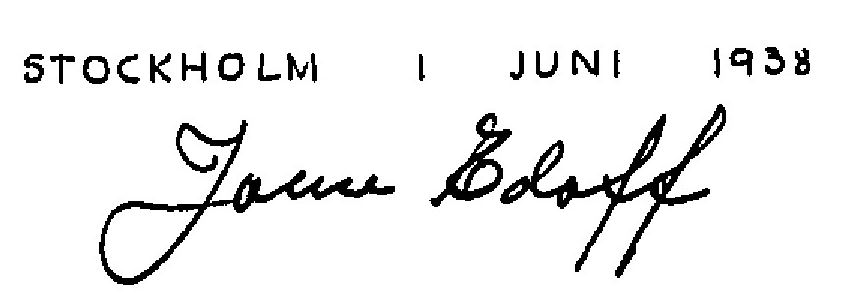
Namnteckning, 1938.

John Edoff (från början Larsson men tog moderns flicknamn Edoff), född 8 december 1888 i Stockholm, död 14 mars 1939 därstädes, var en svensk arkitekt.

## Biografi
John Edoff var son till Stockholmsbyggmästaren Gustav Larsson och makan Hilda Larsson (född Edoff). Han tog studentexamen i Stockholm 1909 och fick sin utbildning till arkitekt vid Kungliga Tekniska Högskolan 1915 där hans lärare var professor Ivar Tengbom. Han praktiserade sedan några år hos arkitekt Niels Winge Grimnes i Norge. Där utförde han ritningar för bland annat Handelsbygningen i Oslo, Hvalfangstmuseet i Sandefjord och för några fjällstationer. I samband med arkitekttävlingar i Norge erhöll han flera uppmärksammade första priser, bland annat för tävlan om en kommunal badanstalt i Oslo. Mellan 1918 och 1920 fortsatte han sina studier vid Kungliga Konsthögskolan i Stockholm. Därefter tjänstgjorde han vid Byggnadsstyrelsen.
I Stockholm deltog han i tävlingen om ”Helgeandsholmens nyordnande” 1920–1921 där han i konkurrens med bland andra Gunnar Asplund och Ragnar Östberg erhöll första priset och många lovord från sin tidigare lärare, Ivar Tengbom, som satt i tävlingsjuryn. Från och med 1922 var han anställd på HSB:s arkitektkontor och blev medarbetare till Sven Wallander. Han deltog i många av HSB:s projekt, bland annat i Rödabergsområdet i Stockholm och kvarteret Krusbäret i Lund. Edoff ritade även några privatvillor, exempelvis Villa Rosenlund (1926) med tillhörande trädgårdsmästarbostad (1938) i Stockholm, villa i Bensvarvaren 9 i Stockholm (1923) och villa i Trolls Backe 3 i Lund (1937).

## Bilder

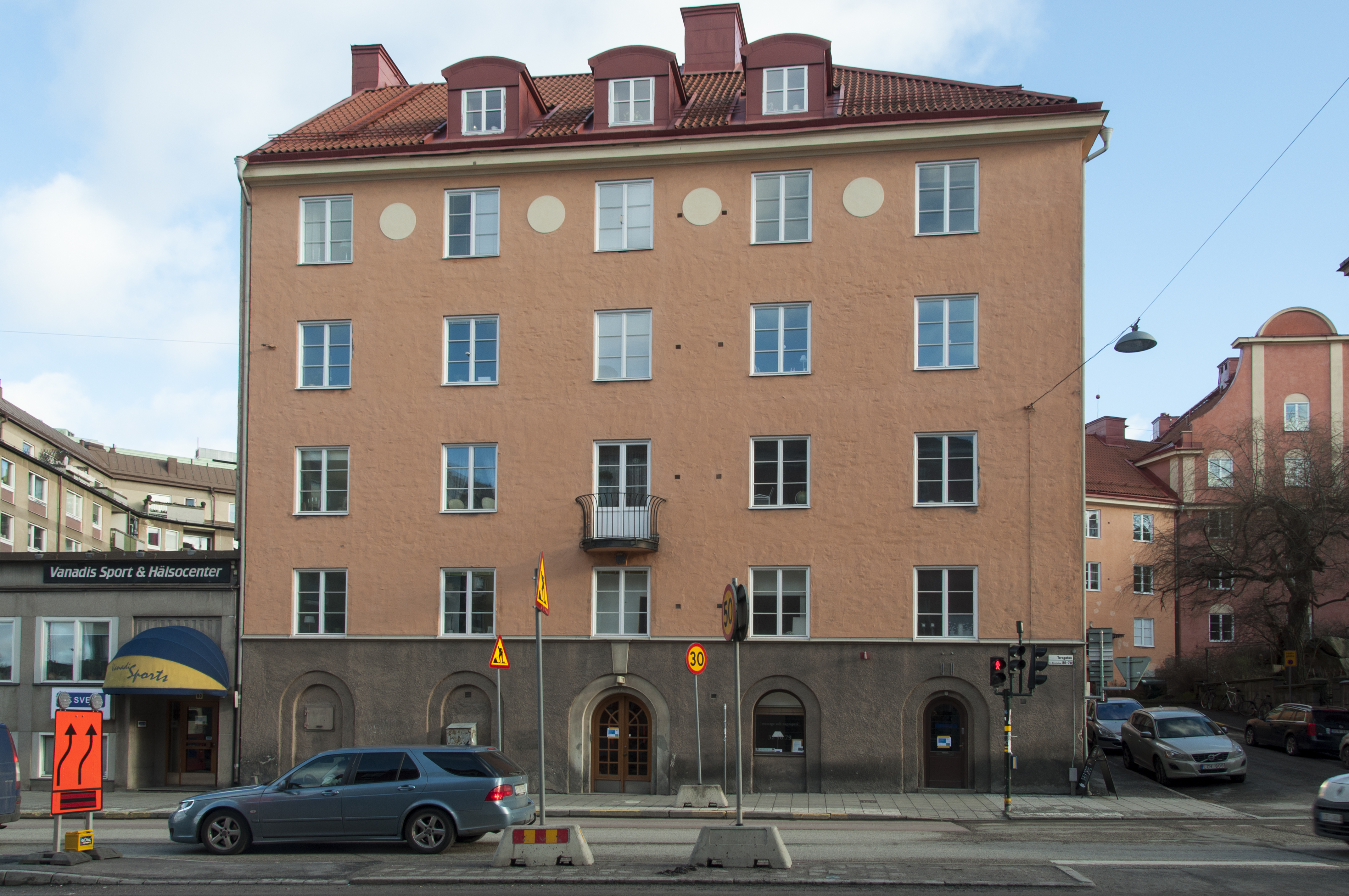
Kvarteret Myrstacken 1924-1925 (tillsammans med  Sven Wallander).
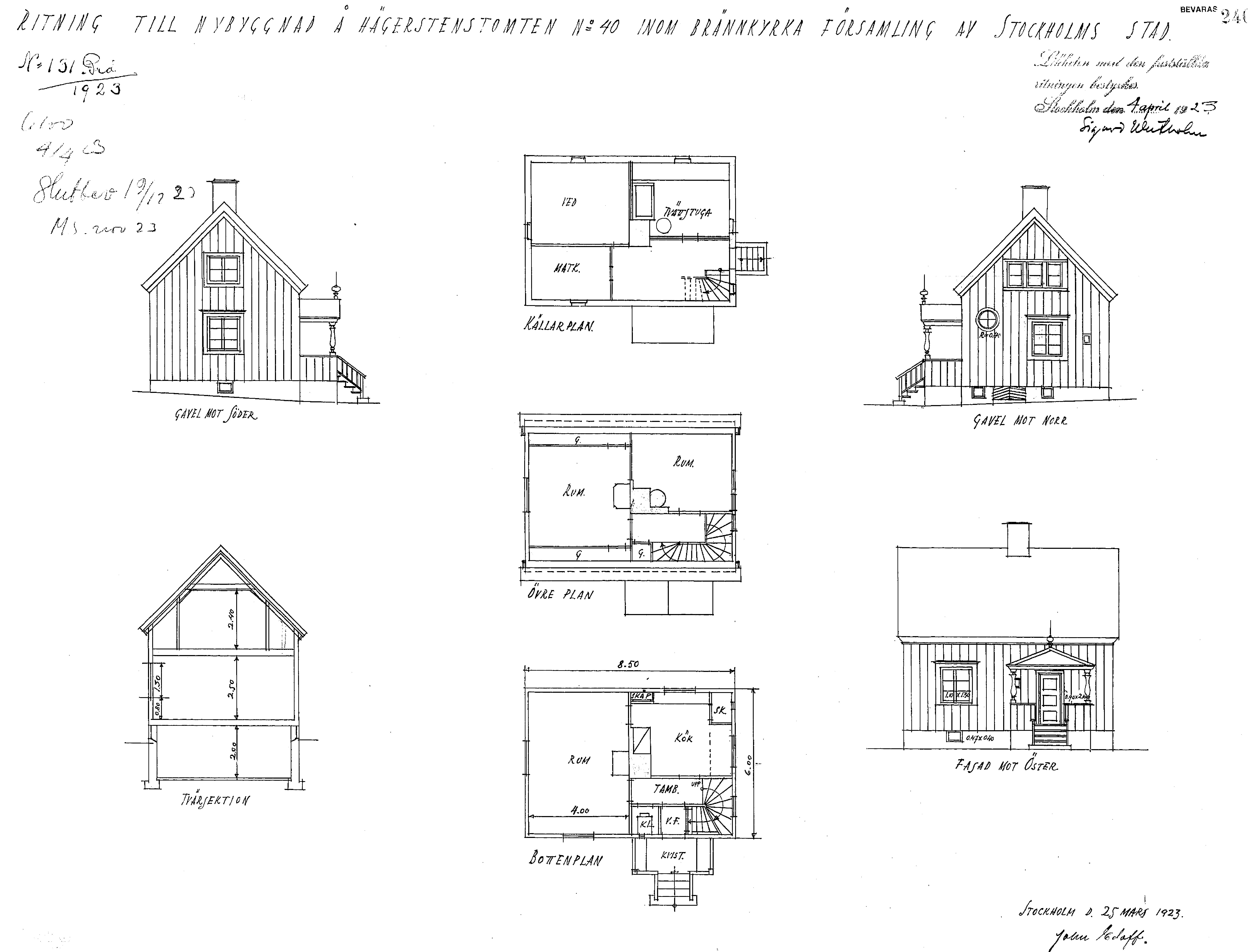
Villa Bensvarven 1923, ritningar.
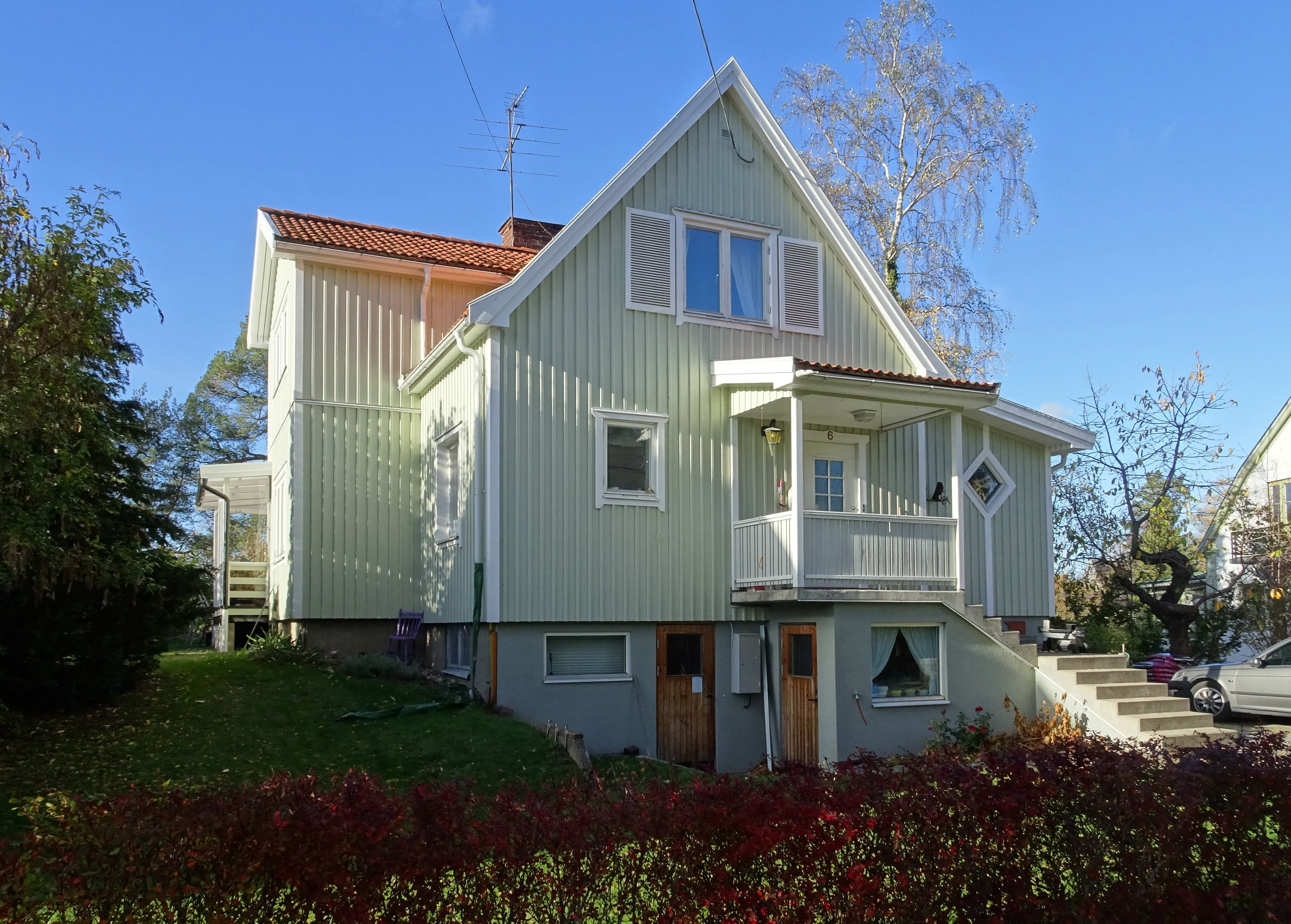
Villa Bensvarven, 2018 (idag om- och tillbyggd).
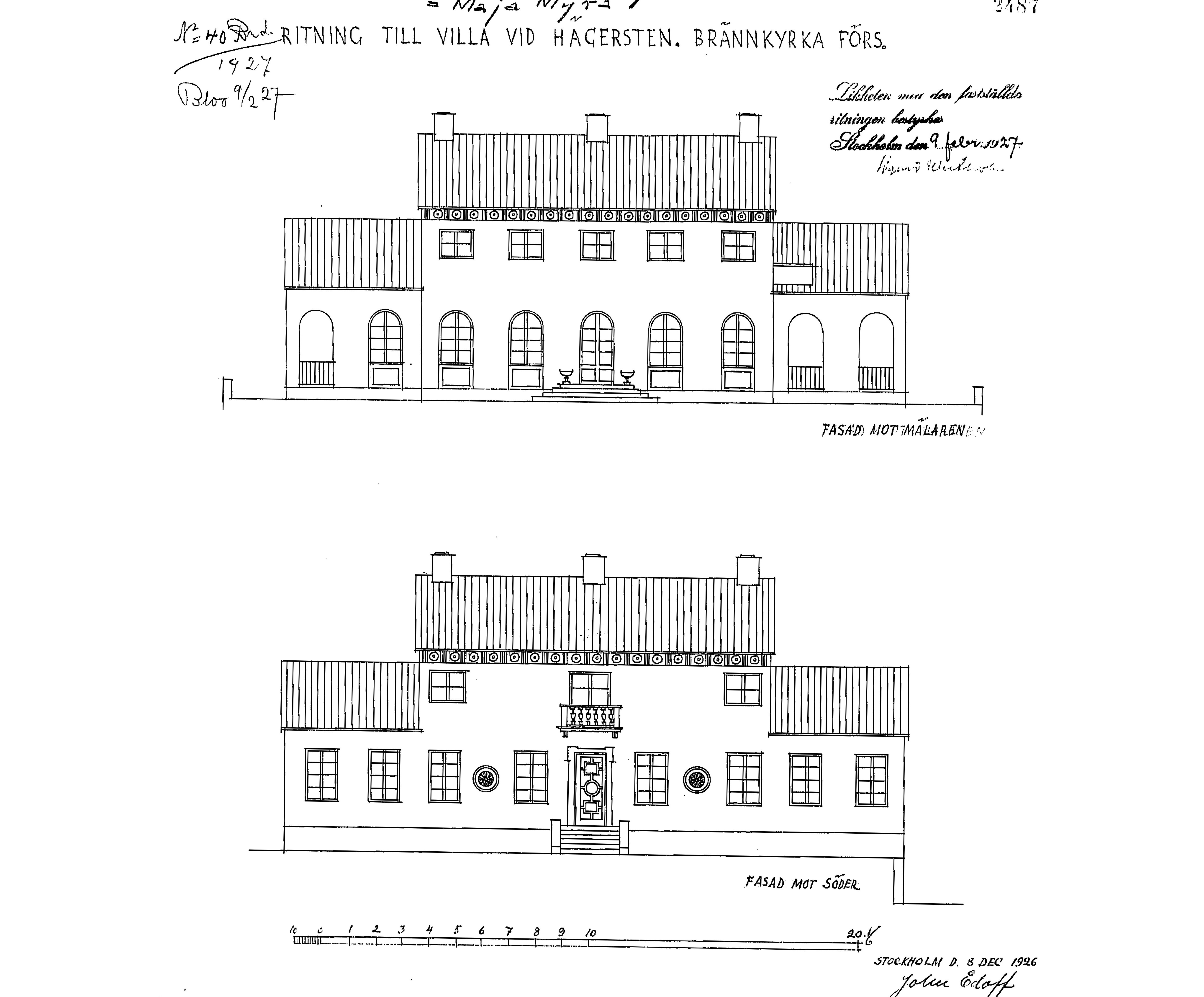
Villa Rosenlund, fasadritningar, 1926.
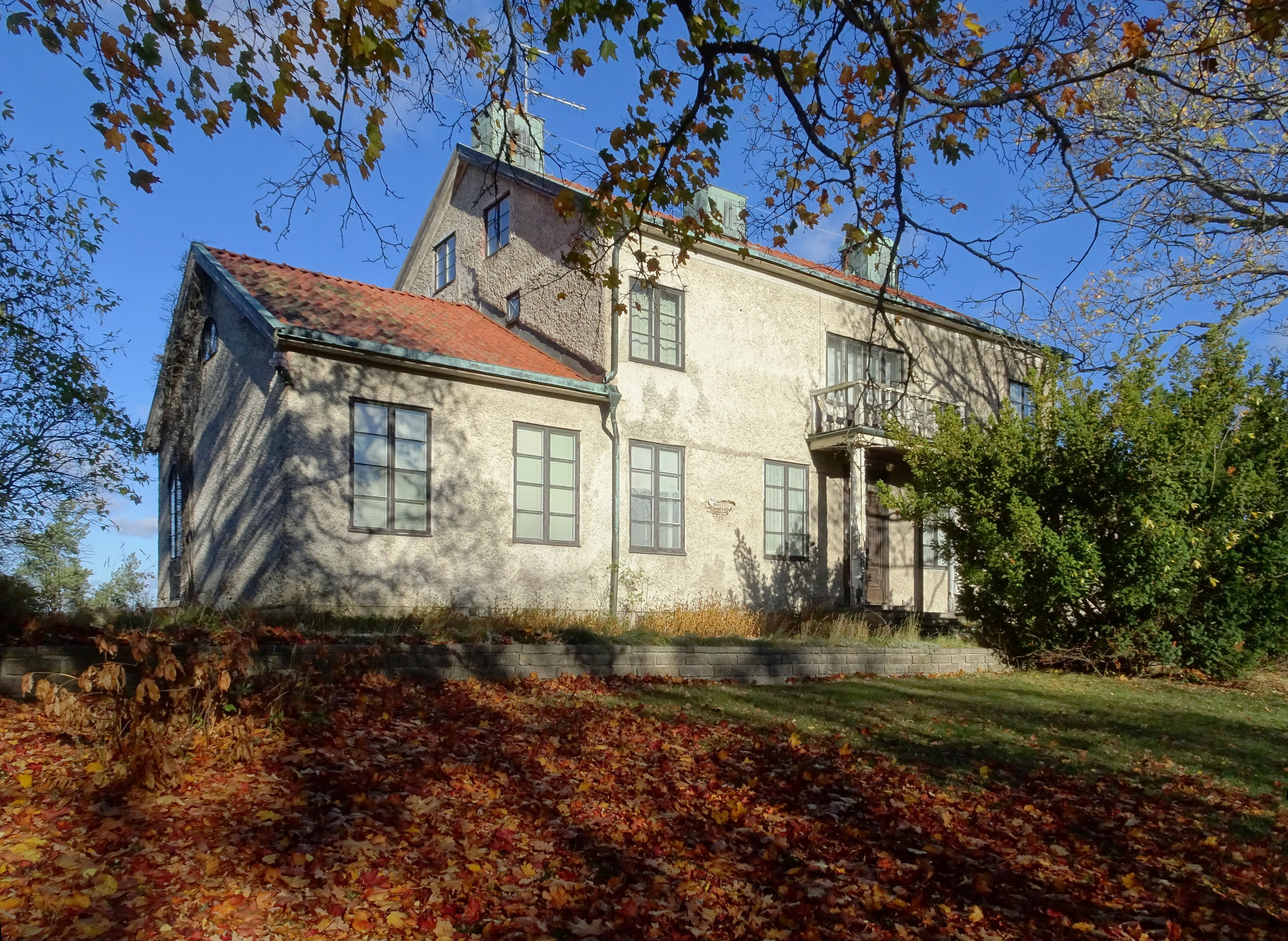
Villa Rosenlund, 2018.